# Agdistis arabica
Agdistis arabica là một loài bướm đêm thuộc họ Pterophoridae. Nó được tìm thấy ở Israel, Iran, Pakistan, Bahrain, Ả Rập Xê Út, Yemen, Oman, Somalia, Sudan, Tunisia và Ai Cập.